# Шартовац
Шартовац је насељено место у саставу Града Кутине, у Мославини, Хрватска.

## Историја
Почетком 20. века Шартовац је село, са статусом православне парохијске филијале која припада парохији Ступовача.
Одлуком министра просвете 1928. године је у Шартовцу, у основној школи, отворено друго одељење и основано место за учитељицу.

## Становништво
На попису становништва 2011. године, Шартовац је имао 380 становника.

## Попис1991.
На попису становништва 1991. године, насељено место Шартовац је имало 450 становника, следећег националног састава:
| Попис 1991.‍  | Попис 1991.‍  | Попис 1991.‍ | Попис 1991.‍ | Попис 1991.‍ |
| ------------ | ------------ | ----------- | ----------- | ----------- |
|              |              |             |             |             |
| Хрвати       | Хрвати       |             | 374         | 83,11%      |
| Срби         | Срби         |             | 30          | 6,66%       |
| Југословени  | Југословени  |             | 14          | 3,11%       |
| Мађари       | Мађари       |             | 7           | 1,55%       |
| Чеси         | Чеси         |             | 4           | 0,88%       |
| Албанци      | Албанци      |             | 1           | 0,22%       |
| неопредељени | неопредељени |             | 7           | 1,55%       |
| регион. опр. | регион. опр. |             | 1           | 0,22%       |
| непознато    | непознато    |             | 12          | 2,66%       |
| укупно: 450  |              |             |             |             |